# 溫徹斯特M1912泵動式霰彈槍
溫徹斯特M1912（英語：Winchester Model（M） 1912，俗稱：Model 12或M12）是一款由美国槍械製造商溫徹斯特連發武器公司所研製和生產的泵动式、內置擊錘式設計及由內置式管式彈倉供彈的散彈槍。該霰彈槍在推出後不久被流普遍地命名為“完美的連發槍”（英語：Perfect Repeater），基本奠定了該霰彈槍對於泵動式霰彈槍超過51年的高效率生產的生涯的標準。從1912年開始生產直到在1963年第一次被溫徹斯特下令停止生產為止，總共生產了近200萬枝各種各樣的版本、等級和槍管長度的M1912。最初該霰彈槍只能發射20鉛徑霰彈，後來1914年推出了12鉛徑和16鉛徑霰彈的版本，後來1934年更推出了28鉛徑霰彈的版本。其.410口徑版本卻是從未生產，而是把M1912按照比例縮小並且被稱為M42，直接以M1912規格圖紙按比率衍生而成，製成了其.410的版本。

## 設計細節及歷史
溫徹斯特M1912（從1919年開始被簡稱為M12），是溫徹斯特M1897外置式擊錘霰彈槍的下一階段，而M1897又是從更早期的溫徹斯特M1893霰彈槍衍生而來。M1912是由溫切斯特槍械工程師湯馬斯·約翰·遜克羅斯利（英語：T.C. Johnson）所設計，並部分基於約翰·白朗寧的M1893（M1897）的設計。最初，這一個全新的設計只是提供20鉛徑。而其12鉛徑和16鉛徑在最初並沒有出售，直至1914年才正式推出。
溫徹斯特M1912是有史以來第一種真正成功地大量生產的內置式擊錘泵动式散彈槍。它的管式彈倉是通過槍的底部以進行裝填。空的霰彈藥筒會從機匣右方長約62毫米（2.44英吋）的拋殼口排出。管狀彈倉可以裝填5發23⁄4英吋12鉛徑霰彈藥筒（將膛室之內的1發都計算在內的話就是6發）。當管狀彈倉裝上一個特殊的木製零件，管狀彈倉就可以增加2發、3發、4發霰彈藥筒。
除了鍛造和加工钢件以外，最終導致它在1963年停止大量生產的原因是，它的生產價格太昂貴，大大削弱它的競爭力。在這個時候的主要競爭對手是來自不太昂貴的雷明登870 Wingmaster，它已經在1950年推出市面。在1930年代以後生產的大多數“現代”M1912霰彈槍，其膛室只能裝填23⁄4英寸的霰彈藥筒。不過，一些早期的16鉛徑的M1912，他們的膛室能夠裝填29⁄16英寸的霰彈藥筒，而12鉛徑的膛室為25⁄8英寸，20鉛徑的膛室為21⁄2英寸。為了防止出現進一步的混亂，一些早期的M1912後來被加以修改，延長他們的膛室以容納23⁄4英寸的霰彈藥筒，而其他的口徑保持原廠製造的膛室長度。儘管如此，始終建議由槍匠來仔細檢查，以確定舊型號的M1912是否可以安全地發射現代的23⁄4英寸的霰彈藥筒。
從1963年後到2006年，溫徹斯特生產了特別紀念版本，主要是為了專門的購買這種槍技的收藏家，但1963年以後就沒有再大規模地生產完美的連發槍。然而，在2006年1月，由於美國連發武器公司破產，溫徹斯特的工廠宣布全面關閉工廠內的設施，並且結束了M1912在95年來這漫長而光輝的職業生涯。

### 槍管組件
溫徹斯特M1912的槍管共有四種不同的長度，分別是用於狩獵用途的民用型的760毫米（29.92英吋）、710毫米（27.95英吋）、660毫米（25.98英吋）和軍用型及警用型的510毫米（20.08英吋）。槍管口部上方均帶有柱狀準星。槍管為钢製造或不鏽鋼製造的滑膛槍管，槍管表面經過烤藍處理，也有些型號為採用高級鍍镍處理。槍管上帶有溫徹斯特公司的商標與口徑的銘文。狩獵用途型號的槍管上帶有瞄準肋條用以輔助瞄準。後期型號也出現了一款類似消焰器的槍口裝置。

### 護木
溫徹斯特M1912的護木均為木質。普通狩獵用途型號、軍用型及警用型的護木上加工有十八條縱向防滑紋，並且在前後帶有金屬護板；而高級狩獵用途型號的護木兩側或是下方則加工有不同的防滑紋，只有護木前方帶有金屬護板，而後方則取消了金屬護板。
使用泵动式操作的溫徹斯特M1912與其他泵动式霰彈槍一樣，是以可前後滑動的前護木通過操作連桿連接到槍機使得槍機前後復進。溫徹斯特M1912與現代泵动式霰彈槍不同的是，槍機與護木相連的連桿只有一根，並且設置於護木左側。

### 機匣
溫徹斯特M1912的機匣為流線型設計，亦為後來大多數霰彈槍沿用這一設計。機匣為钢製造，鍛造加工，結實可靠。機匣頂部設有一條凹槽，其上刻有防反光紋，可充當照門。機匣右方設有一個長約62毫米（2.44英吋）的拋殼口。槍機兩側均帶有抽殼鉤，以增加其抽殼時的可靠性。
高級雕刻型號的機匣兩側更雕刻有非常精美的狩獵圖案或獵物圖案。

### 發射組件
發射組件為模塊化設計，其被一個螺釘牢牢地固定在機匣內部，這個螺釘位於發射組件的尾部。發射組件最前部是托彈板，後面是內置式擊錘。底部是扳機與半圓形扳機護環，扳機護環的前上方設有扳機保險。所有溫徹斯特M1912型號的發射組件均可以互換使用。這種模塊化設計在當時十分少見。

### 槍托
木質槍托均帶有供使用者握持的握把型部分。普通狩獵用途型號、軍用型及警用型的槍托不帶有任何防滑紋，尾部帶有金屬製造槍托底板。而高級狩獵用途型號的槍托的握把型部分帶有雕刻的防滑紋，尾部設有一塊由橡膠製造的後座緩衝墊。早期型的橡膠製緩衝墊為實心設計，後期則改為中空設計。這種中空設計對降低後座力十分有效。雕刻版槍托上刻有精美圖案，同時也起到了防滑紋效果。

### 保險裝置
溫徹斯特M1912具有雙重保險設計。其中一個就是半圓形扳機護環前方的扳機保險，這種橫閂式保險的位置恰好能使食指指尖勾到，有利使用者在準備射擊前操作保險裝置。將保險向右推處於保險狀態，向左推為射擊狀態，此時保險左端露出紅色標示。另一個保險裝置是不到位保險，當槍機沒有複進到位的時候，不到位保險會卡住擊針，阻止擊針向前打擊霰彈藥筒底火。此時即使擊錘意外回轉打擊擊針，擊針也不會向前擊發霰彈藥筒，從而起到保險作用。

## 軍用型

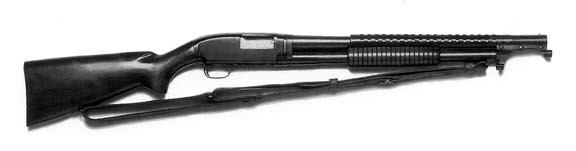
溫徹斯特M1912戰壕霰彈槍。

溫徹斯特M1912在推出以後不久，便成為美國軍隊的制式武器。美國軍隊曾經在一战、二战、韓戰和越戰的初期使用過的各種版本的M1912，直到M1912在1963年從原廠停止生產以後一直使用到最初的存貨全部耗盡。各種版本的M1912被分類並且命名為M12或M12縮短型。
美國軍隊在一战中購買大約有20,000枝M12「戰壕槍」用作其軍用型號，與民用型相比，槍管比民用霰彈槍短，並在槍管之上安裝了穿孔鋼板的隔熱罩，在前方裝有刺刀座以便裝上特製的M1917匕首型刺刀與敵方進行白刃戰，並在刺刀座與槍托尾部下方帶有槍背帶環以便裝上槍背帶作携行用途。
二战時期，美国海军陆战队、陸軍航空部隊和海軍購買了超過80,000枝M12霰彈槍，主要使用在太平洋戰區。M12的「防暴槍」版本，並沒有槍管隔熱罩和刺刀座，被陸軍購入以後用於防衛用途和保障基地內空軍战斗机停泊時，對付從事破壞活動的敵軍。海軍同樣有購買和使用M12的防暴槍版本，在外國的港口時用於保護海軍艦艇和人員。而海軍陸戰隊使用的M12的戰壕槍版本則保留了槍管隔熱罩和刺刀座，並在攻擊日本佔領的太平洋島嶼期間取得了巨大的成功。而M12霰彈槍在原來的一戰版本的戰壕槍與二戰版本的戰壕槍之間的主要區別的其中一種說法是，原來版本的槍管隔熱罩設計是裝有6排穿孔鋼板，而1942年時候生產的版本就減少到只有4排。
韓戰期間，海軍陸戰隊廣泛地使用M12霰彈槍。同樣，一部分在海軍陸戰隊和陸軍使用的M12直到越戰的初期。可是，由於M12的生產受到1963年M1912的原廠停止生產和長時間大量使用M12霰彈槍所影響，導致餘下的存貨嚴重耗損。在M12停產過後，伊薩卡37泵動式霰彈槍很快填補的空白，尤其是在美國海軍的海豹部隊之中。更具有諷刺意味的是，它原本在二战時期是作為M12的競爭對手。
與大多數現代泵动式霰彈槍相反，溫徹斯特M12並沒有扳機切斷裝置。與早期型M1897一樣，只要扣著扳機不放並且前後拉動及推動其前護木，就會使下一發霰彈藥筒在射擊循環的上膛的瞬間發射；連續前後滑動護木的話，就可以不斷地發射霰彈，可在短時間內對敵方形成壓制作用。這過程又稱為「猛擊走火」。這樣能夠有效發揮其6發霰彈藥筒，並使其成為有效的近戰武器。然而，這種設計的缺點是很容易損害槍械的結構，並且導致各種故障，因此這種功能被淘汰了。

## 警用型
警察所使用的M12防暴槍是非常接近M12軍用版本的型號，而最大差別就只是取消了刺刀座，全槍總重量減至3.3公斤（7.28磅）。美國有不少警察部隊和武裝警衛監獄都正在使用。

## 流行文化
溫徹斯特M1912霰彈槍系列同時出現在多部电影和电子游戏裡，例如：

### 電影
- 1969年—：型號為警用型防暴霰彈槍版，由克拉倫斯·“瘋狂”·李（Clarence 'Crazy' Lee，博·霍普金斯飾演）所使用。
- 1971年—：型號為警用型防暴霰彈槍版，由銀行搶劫犯所使用。
- 1971年—：由紐約市警察局警員用於最後的槍戰與流氓和毒販駁火。
- 1972年—《教父》：型號為警用型防暴霰彈槍版，由紐約市警察局的站崗警員所使用。
- 1987年—：型號為警用型防暴霰彈槍版，由聯邦財政部官員埃利奧特·納斯（Elliot Ness，飾演）和會計師奧斯卡·華萊士（Oscar Wallace，查尔斯·马丁·史密斯飾演）所使用。
- 1988年—：由越南人民軍的軍人改裝成拷問用具，用於折磨兩名人犯，其中一位被綁在槍口前方，一位被綁在槍後方並由一條繩索牽引板機，後者必須墊高腳尖以免擊發槍枝。
- 1999年—：型號為普通狩獵用途型號，由冷山監獄的獄警、布特·“殘酷”·霍韋（Brutus "Brutal" Howell，大衞·摩斯飾演）和哈利·特威利格（Harry Terwilliger，傑佛瑞·狄蒙飾演）所使用。
- 2005年—：型號為軍用型戰壕霰彈槍版，由GCPD警察所使用。
- 2005年—：型號為軍用型防暴霰彈槍版，由哈倫·奧美（Harlan Ogilvy，飾演）所使用。
- 2007年—《變形金剛》：型號為普通狩獵用途型號，由美国国防部长約翰·凱勒（Secretary of Defense John Keller，強·沃特飾演）用以抵抗法蘭茲（Frenzy）的襲擊。
- 2011年—
- 2013年—《家園防線》：由嘉多波丁的心腹所使用，交戰中被費爾·布羅克（Phil Broker，傑森·史塔森飾演）奪取。

### 動漫
- 2021年—《戰鬥員派遣中！》：由如月公司所製造的美少女型高性能仿生機器人如月愛麗絲（聲：富田美憂）所使用。

### 電子遊戲
- 2001年—《重返德军总部》：只在Xbox版本之中出現，遊戲中唯一的霰彈槍，命名為「霰彈槍」。
- 2002年—：為軍用型防暴霰彈槍版，命名為「霰彈槍」。
- 2003年—：為軍用型防暴霰彈槍版，命名為「霰彈槍」。
- 2008年—《死刑犯2：充血》：為槍管截短及槍托削斷版，命名為「霰彈槍」。
- 2013年—《2013》：在故事模式中遇到一些巨型武士以後可在一名死去已久的美國海軍陸戰隊士兵上發現，命名為「戰壕槍」；可以裝上槍管隔熱罩、全縮口收束器、拋光槍機、軟墊握把和前握把。
- 2021年—《應徵入伍》：在美國科技樹可解鎖。

## 圖集

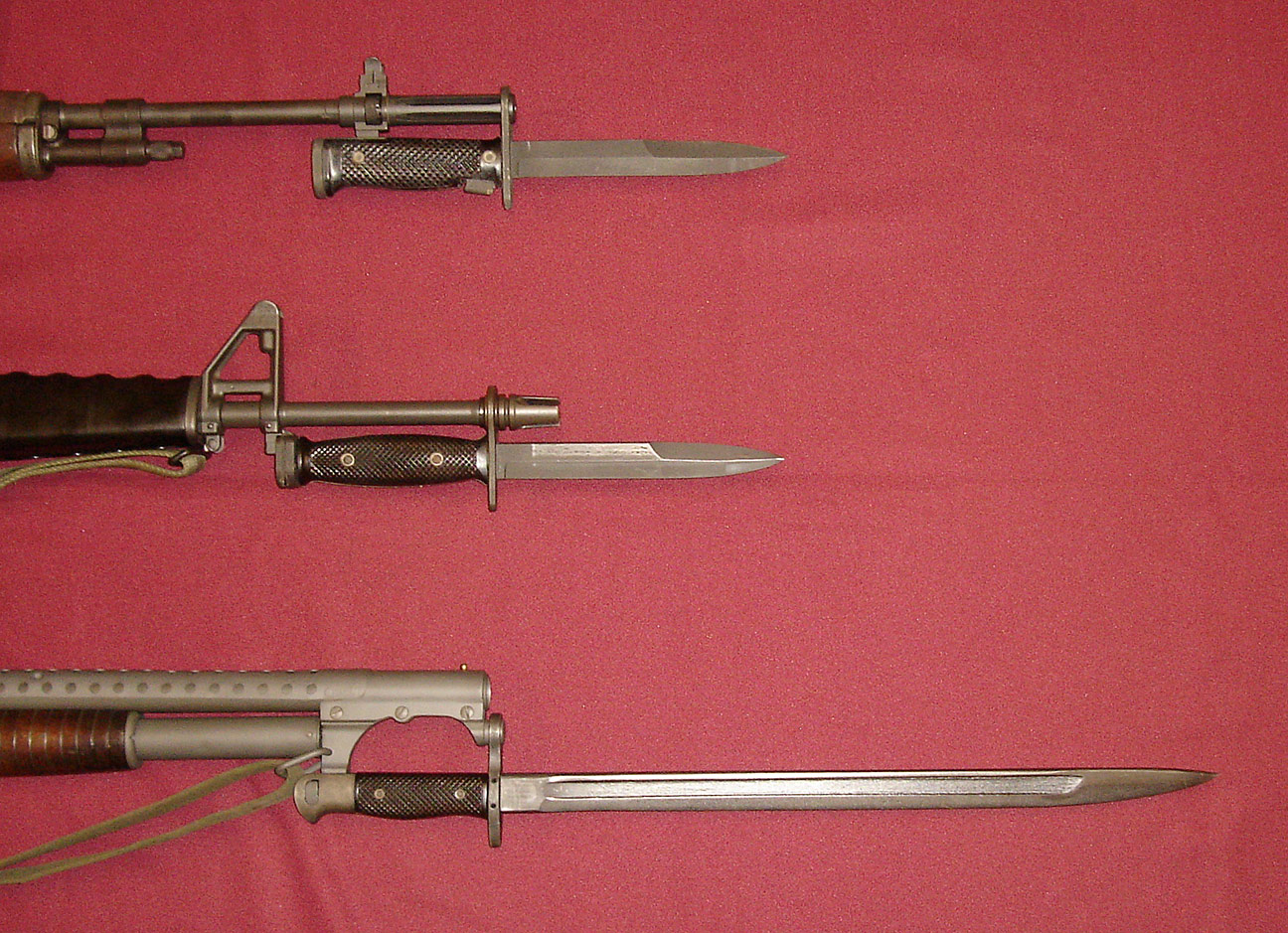
越南战争期間美軍採用的三種刺刀： 上：裝在M14自动步枪以上的M6刺刀。 中：裝在M16A1突擊步槍以上的M7刺刀。 下：裝在溫徹斯特M12軍用型戰鬥散彈槍以上的M1917刺刀（英语：M1917 bayonet）。

## 資料來源
- Fawcett, Bill. Hunters & Shooters, An Oral History of the U.S. Navy SEALS in Vietnam. NY: Avon Books, 1995. ISBN 0-380-72166-X, pp. 79–80, especially.
- “Give Us More Shotguns!” by Bruce N. Canfield, American Rifleman, May 2004
- “Sequence of Take-down and Assembly Operations Model 12 Slide Action Repeating Shotgun”, A. A. Arnold, Olin, Winchester-Western Division, New Haven, CT, October 1957
- J.C ALLADIO, La Winchester, éditions du Guépard, Paris, 1981

## 外部連結
- （英文）—GlobalSecurity.org – Military use of shotguns （页面存档备份，存于）
- （英文）—NRA - Disassembly instructions for the Model 12 shotgun
- （英文）—The Firearm Blog.com—
  - Unproduced Browning Shotgun Patent From 1896 （页面存档备份，存于）
  - Winchester Model 12 Cut-Away Live Demo （页面存档备份，存于）
- （英文）—Tactical Life.com—Winchester Model 12 Trench Gun | Preview （页面存档备份，存于）
- （英文）—weaponsystems.net—Winchester Model 12 （页面存档备份，存于）
- （简体中文）—槍炮世界—温彻斯特12型泵动霰弹枪 （页面存档备份，存于）